# جون ستيوارت (لاعب هوكي جليد)
جون ستيوارت هو لاعب هوكي جليد كندي، ولد في 2 يناير 1954 في تورونتو في كندا.

## وصلات خارجية
- جون ستيوارت على موقع دوري الهوكي الوطني (الإنجليزية)
- جون ستيوارت على موقع EliteProspects.com (الإنجليزية)
- جون ستيوارت على موقع HockeyDB.com (الإنجليزية)
- جون ستيوارت على موقع Hockey-Reference.com (الإنجليزية)